# Epanerchodus isikawai
Epanerchodus isikawai är en mångfotingart som beskrevs av Karl Wilhelm Verhoeff 1941. Epanerchodus isikawai ingår i släktet Epanerchodus och familjen plattdubbelfotingar. Inga underarter finns listade i Catalogue of Life.